# Мацімі (Лаґодехі)
Мацімі (груз. მაწიმი) — село в Грузії.
За даними перепису населення 2014 року в селі проживає 618 осіб.